# Новопокровский сельский совет (Новотроицкий район)
Новопокровский сельский совет (укр. Новопокровська сільська рада) — входит в состав
Новотроицкого района
Херсонской области
Украины.
Административный центр сельского совета находится в селе Новопокровка
.

## История
- 1943 — дата образования.

## Населённые пункты совета
- с. Новопокровка
- с. Ясная Поляна